# Società palaziale
Viene detto periodo palaziale (e di conseguenza si parla di società palaziale) quella fase di alcune antiche civiltà del Mediterraneo orientale e del Vicino Oriente caratterizzate dalla presenza di una struttura politico-amministrativa centralizzata che aveva come fulcro un edificio definito palazzo dagli studiosi moderni.

## Storia
Un esempio di civiltà palaziale è la civiltà minoica, caratteristica dell'isola di Creta. Le più importanti città dell'isola - Cnosso, Festo, Hagìa Triàda, Mallia - si svilupparono intorno a una residenza reale, un palazzo, che costituiva il centro del potere politico, religioso e anche economico.

## Caratteristiche
La società palaziale era un tipo di organizzazione socio-economica nella quale gran parte delle ricchezze accumulate veniva investita per costruire palazzi e templi. 
Alla luce delle risultanze documentali cretesi «il palazzo si rivela, e si va sempre più rivelando, il cardine di una struttura, che si è potuto definire "dispotica" e paragonare alle "grandi organizzazioni" orientali fondate sul principio di ridistribuzione, dotate di efficaci apparati burocratici, che assicuravano una stretta regolamentazione della vita sociale, e caratterizzate, soprattutto, da forme di commercio amministrato».
A tal fine si effettuava una vera e propria "appropriazione coatta" dei beni e una "direzione centralizzata dell'economia". Come esempio possiamo citare l'antica civiltà minoica, alcune civiltà mesopotamiche e del Vicino Oriente, il cui periodo palaziale ha avuto il maggior sviluppo tra il 2000 ed il 1700 a.C..